# 君と紙ヒコーキと。
『君と紙ヒコーキと。』（きみとかみヒコーキと）は、葉月抹茶による日本の4コマ漫画作品。
スクウェア・エニックス刊『ガンガンパワード』の勝ち抜き投稿企画「4ページで4コママンガをやってみないか?」で2008年12月号から2009年4月号（最終号）まで3号連続勝ち抜きを達成して読み切り掲載権を獲得した。しかし、『ガンガンパワード』の休刊に伴い掲載権が行使されなかったため、代替措置を兼ねてウェブコミック配信サイト『ガンガンONLINE』の読者投票「ルーキーズフェスト!! -2009 Winter-」へのエントリー（『ガンガンパワード』掲載分12ページの再録と描き下ろし13ページ）を経て、『ガンガンONLINE』2010年4月8日更新分より9月23日まで連載された。2015年から2016年にはリメイクとして「君と紙ヒコーキと。回（めぐり）」がガンガンJOKERおまけにて連載された。（単行本全2巻）

## ストーリー
互いに幼馴染みの高校2年生・浦木圭と松野鈴はそれぞれ片想いし合っているが、告白には至っていない。内気な性格の鈴は手紙を書いて紙ヒコーキを飛ばすのが好きで、圭と意思疎通を図りたい時や圭が困っている時はすかさず紙ヒコーキを飛ばして「お願い」をするのであった。

## 登場人物
浦木 圭（うらき けい）
主人公・高校2年生。幼馴染みの鈴に片想いしているが告白には至っておらず、内気で誰彼構わず紙ヒコーキを飛ばす鈴に手を焼かされつつも放っておけない状態が続いている。
松野 鈴（まつの りん）
ヒロイン・高校2年生。圭と幼馴染みで、現在は違うクラスに属している。内気な性格で人と話すのが余り得意でなく、手紙を書いて紙ヒコーキを飛ばして意思疎通を図ろうとする。
高崎 竜介（たかさき りゅうすけ）
鈴と同じクラスの男子生徒。圭と違って鈴の紙ヒコーキに理解を示している。父子家庭に育ったため、料理は上手。圭と鈴が互いに片想いし合っていることに気付いており「2人を応援する」と公言しているが圭からは否定されている。
宮内 葵（みやうち あおい）
圭と同じクラスの学級委員。鈴とは知り合ってから日が浅いもののすぐに打ち解ける。学年トップの成績で、4人の中で飛び抜けて成績が良くない竜介に対してはあからさまに軽蔑した態度を取っている。

## 単行本
1. ISBN 978-4-7575-3066-9（2010年11月22日）